# Nhiễm Escherichia coli gây độc tố ruột
Nhiễm Escherichia coli gây độc tố ruột (Tiếng Anh: Enterotoxigenic Escherichia coli,  viết tắt: ETEC) là một loại Escherichia coli và một trong những nguyên nhân hàng đầu của vi khuẩn tiêu chảy trong thế giới đang phát triển, cũng như nguyên nhân phổ biến nhất bệnh tiêu chảy của khách du lịch (travelers' diarrhea). Dữ liệu không đủ tồn tại, nhưng ước lượng bảo thủ cho thấy rằng mỗi năm, khoảng 157.000 ca tử vong ở Hoa Kỳ, chủ yếu ở trẻ em, từ ETEC. Một số phân lập mầm bệnh được gọi là ETEC, nhưng dấu hiệu chính của loại vi khuẩn này là biểu hiện của một hay nhiều độc tố ruột và sự hiện diện của lua toa (fimbriae) được dùng để gắn vào tế bào ruột. Các vi khuẩn đã được xác định bởi phòng thí nghiệm Bradley Sack ở Kolkata vào năm 1968.

## Dấu hiệu và triệu chứng
Nhiễm trùng với ETEC có thể gây ra vô khối, tiêu chảy không có máu hoặc bạch cầu và đau quặn bụng. Sốt, buồn nôn với hoặc không nôn, rét run, ăn không ngon, đau đầu, đau cơ và đầy hơi cũng có thể xảy ra, nhưng ít phổ biến hơn.

## Phòng ngừa và điều trị
Hiện nay, không được cấp những loại vắc-xin để nhắm mục tiêu ETEC. Dù một số trong những lần khác nhau của sự phát triển. Các nghiên cứu đã chỉ ra rằng khả năng miễn dịch bảo vệ đối với ETEC phát triển sau khi nhiễm trùng tự nhiên hoặc thử nghiệm, cho thấy rằng miễn dịch ETEC do vắc-xin gây ra là khả thi và có thể là một phương pháp phòng ngừa hiệu quả. Phòng ngừa thông qua tiêm chủng là một phần quan trọng trong chiến lược nhằm giảm tỷ lệ mắc và mức độ nghiêm trọng của bệnh tiêu chảy do ETEC, đặc biệt là ở trẻ em ở các cơ sở có nguồn lực thấp. Việc phát triển một loại vắc-xin chống nhiễm trùng này đã bị cản trở bởi những hạn chế kỹ thuật, không đủ hỗ trợ cho việc phối hợp và thiếu lực lượng thị trường cho nghiên cứu và phát triển. Hầu hết các nỗ lực phát triển vắc-xin đang diễn ra trong khu vực công hoặc như các chương trình nghiên cứu trong các công ty công nghệ sinh học. ETEC là ưu tiên lâu dài và là mục tiêu cho việc phát triển vắc-xin cho Tổ chức Y tế Thế giới.
Điều trị nhiễm trùng ETEC bao gồm liệu pháp bù nước và kháng sinh, mặc dù ETEC thường xuyên đề kháng với các loại kháng sinh thông thường. Cải thiện vệ sinh môi trường (sanitation) cũng là chìa khóa giải quyết. Vì việc truyền nhiễm vi khuẩn là ô nhiễm phân vào nguồn cung cấp thực phẩm và nước, nên  cách để ngăn ngừa nhiễm trùng là cải thiện các cơ sở y tế công cộng và tư nhân. Một cách phòng lây nhiễm đơn giản là uống nước đóng chai tại nhà máy, điều này khá đặc biệt quan trọng đối với khách du lịch và đi du lịch nhóm mặc dù điều đó có thể không khả thi ở các nước đang phát triển, nơi mang nhiều gánh nặng bệnh tật lớn nhất.